# Jorman Campuzano
Jorman Campuzano (nascido em 30 de abril de 1996) é um futebolista profissional colombiano que atua como meio-campista do Atlético Nacional.

## Futebol Amador
Aos 15 anos, Campuzano com personalidade forte, e contra o que sua família queria, deixou sua cidade natal Tamalameque . Veio para a cidade de Bogotá em busca de oportunidades. Conseguiu um emprego como domicilio em um galinheiro da cidade de Bosa onde disputou seus primeiros torneios de futebol amador ganhando cinquenta mil pesos colombianos (15 dólares) por partida de futebol jogada.

## Carreira profissional

### jogador jovem
Ele buscou chegar ao futebol profissional no Churta Millos Soccer School Club . Então um professor de La Equidad o ofereceu para jogar nas "Forças de Base" daquele clube. Mais tarde ele viajaria a Buenos Aires, Argentina para treinar no Banfield. De lá voltou à Colômbia para se preparar com o Deportivo Pereira onde, com apenas um treino, foi promovido ao time profissional pelas mãos do técnico Hernán Lisi.

### Deportivo Pereira
Ele estreou como profissional em 15 de abril de 2015, na 4ª rodada da Copa da Colômbia. Apesar de ser sua primeira partida em um clube profissional, jogou 65 minutos contra o Atlético Huila no Estádio Alcid de Guillermo Plaza, onde perdeu por 3 a 1.
Na temporada seguinte marcou seu primeiro gol em 2 de agosto de 2016, contra o Atlético Fútbol Club na vitória por 7–2 na Categoria Primera B.

### Atlético Nacional
Depois de mostrar um bom nível no Deportivo Pereira, o treinador Miguel Ángel Russo gostaria de contar com o jovem para jogar no Millonarios FC . No entanto, o Atlético Nacional parecia melhorar a oferta, então Jorman optou por assinar com eles.
Em janeiro de 2018, é confirmado como novo jogador do Atlético Nacional da Categoria Primera A . Campuzano estreou pelo Atlético Nacional a 31 de janeiro de 2018, frente ao Millonarios.
Campuzano foi convocado à seleção colombiana de futebol em 29 de agosto de 2018. Ele fez sua estreia contra a Venezuela em 8 de setembro de 2018.

## Títulos
Atlético Nacional
- Copa Colômbia : 2018

Boca Juniors
- Campeonato Argentino de Futebol de 2019–20 – Primeira Divisão
- es:Copa Argentina 2019-20